# John Romita
John Victor Romita Senior ou simplesmente John Romita ou John Romita, Sr. (Nova Iorque, 24 de janeiro de 1930 – 12 de junho de 2023), foi um artista americano que se notabilizou nos anos 60 e anos 70 pelos seus trabalhos desenhando e arte-finalizando personagens famosos da Marvel Comics, como o Capitão América, o Demolidor, e principalmente o Homem-Aranha, cujo trabalho com esse último foi fundamental para tornar o personagem o principal e mais famoso da editora. Romita criou grandes personagens na Marvel como, Wolverine, Justiceiro, Rei do Crime e Mary Jane Watson. É pai do também renomado desenhista John Romita, Jr., famoso desenhista do Demolidor, dos X-Men e do Homem-Aranha.

## Biografia
John Romita nasceu no distrito nova-iorquino do Brooklyn, filho de imigrantes italianos, no dia 24 de janeiro de 1930, onde passou a infância e a adolescência. Filho de um padeiro e de uma dona-de-casa, tem mais três irmãs e um irmão.
Em 1947, aos 17 anos, ele se formou na School of Industrial Art de Manhattan. Possuí influências artísticas de nomes como Noel Sickles, Roy Crane, Milton Caniff e Carmine Infantino.
Romita se casou com Virginia Hopkins em 1952, com quem teve dois filhos, John Romita Jr., que seguiu os passos do pai e também se tornou desenhista profissional, e Victor Romita.

## Carreira
Conhecido por atuar durante muito tempo na linha de quadrinhos de romance, em 1965, arrumou um emprego como artista de storyboard na agência de publicidade BBD&O, passou a trabalhar com super-heróis quando foi convidado por Stan Lee para desenhar o Demolidor. Com a repercussão positiva do trabalho, foi cogitado pelo dinâmico roteirista para desenhar também o Homem-Aranha. Como teste, recebeu uma história em duas partes do Demolidor, na qual o Homem-Aranha participava.
Ao assumir o Homem-Aranha, levou o herói das teias ao ápice da popularidade, desenhando-o em várias poses que se tornaram clássicas, além de dar formas a personagens marcantes como Mary Jane Watson e o Rei do Crime.
Apesar do sucesso, desistiu de continuar como desenhista regular da Marvel em função dos prazos apertados, aceitando o cargo de diretor artístico da Editora. Nessa fase ajuda a desenvolver personagens importantes como Justiceiro e Wolverine. Em 1976 voltou a desenhar o Homem-Aranha, numa tira de jornal elaborada em parceria com Stan Lee. E acabou por influenciar as histórias da revista, ao trazer de volta o interesse dos leitores por Mary Jane, que havia se afastado na fase depressiva pós-falecimento de Gwen Stacy. Esse trabalho durou seis anos, mas as tiras seguiram sendo publicadas posteriormente.
Romita morreu em 12 de junho de 2023, aos 93 anos.

## Vida Pessoal
John Romita Sr. casou-se com a namorada de infância Virginia Bruno em novembro de 1952, que também trabalhou na equipe da Marvel de 1975 a 1996. Eles moraram no  Brooklyn, no  bairro de Bensonhurst, até 1954, quando compraram uma casa no  Queens  bairro de, em Queens Village. Alguns anos depois, a família mudou-se para  Bellerose, Nova York, em  Long Island.
Ele e sua esposa tiveram dois filhos, Victor e  John Jr. (nascido em 17 de agosto de 1956), que seguiu seus passos para se tornar um notável artista de quadrinhos.

### Morte
Romita morreu em 12 de junho de 2023, aos 93 anos. a Noticia foi dada pelo seu filho John Romita Jr.

### DC Comics
- DC 100 Page Super Spectacular #5 (1971)
- Falling in Love #31, 35, 50, 53–55, 70, 81 (1959–1966)
- Girls' Love Stories #82–88, 90–99, 101, 116, 120, 138, 140, 162, 165, 170 (1961–1972)
- Girls' Romances #23, 62, 76, 85, 93–95, 114, 121, 129, 159–160 (1953–1971)
- Heart Throbs #63, 65–67, 77–86, 90, 93, 99, 101 (1959–1966)
- Secret Hearts #43, 60, 69–70, 78–93, 109, 152–153 (1957–1971)
- Young Love #39–43, 45–54 (1963–1966)
- Young Romance #125–128, 130–132, 171–172, 175 (1963–1971)

### Marvel Comics
- Adventures into Weird Worlds #21 (1953)
- All-True Crime #44 (1951)
- The Amazing Spider-Man #39–58, 67, 72, 82–83, 87–88, 93–95, 106–119, 132, 365, 500 Annual '96 #1 (as penciller); #89–92, 96, 120–125, 146, 151, 238, 247, 274, 400, Annual #16 (as inker only) (1966–2003) (Romita drew additional Silver Age issues as layout artist for pencilers Don Heck and Jim Mooney.)
- The Amazing Spider-Man vol. 2, #18 (inker) (2000)
- The Amazing Spider-Man Special Edition (1982)
- The Amazing Spider-Man comic strip (1977–1980)
- Astonishing #7, 18, 24, 43, 57, 61 (1951–1957)
- The Avengers #23 (inker) (1965)
- Battle #14, 26, 39, 45, 49, 53, 57–59 (1952–1958)
- Battle Action #20, 22, 25, 27, 29 (1955–1957)
- Battlefront #6, 10 (1952–1953)
- Battle Ground #9 (1956)
- Black Knight #4 (1955)
- Captain America #114, 138–145, 148 (1969–1972)
- Captain America vol. 3 #50 (among other artists) (2002)
- Captain America Comics #76–78 (1954)
- Caught #2 (1956)
- Combat #3, 6 (1952)
- Commando Adventures #2 (1957)
- Cowboy Action #10 (1956)
- Crime Cases Comics #7 (1951)
- Crime Exposed #5 (1951)
- Daredevil #12–19 (1966)
- Daredevil vol. 2 #50, 100 (among other artists) (2003–2007)
- Doctor Strange vol. 2 #7 (inker) (1975)
- Droids #1–4 (1986)
- Fantastic Four #103–106, 108 (1970–1971)
- Frontier Western #7 (1957)
- Gunsmoke Western #38 (1956)
- The Incredible Hulk Annual #17 (1991)
- Journey into Unknown Worlds #22 (1953)
- Jungle Action #2–6 (1954–1955)
- Justice #42 (1954)
- Kid Colt Outlaw #70 (1957)
- Kingpin #1 (1997)
- Lorna, the Jungle Girl #17–26 (1956–1957)
- Love Romances #35, 37 (1954)
- Marines in Battle #3–4, 19 (1954–1957)
- Marvel Presents: Guardians of the Galaxy #3 (inker, Cover Art) (February 1976)
- Marvel Romance Redux: But I Thought He Loved Me #1 (inker) (2006)
- Marvel Romance Redux: Guys & Dolls #1 (inker) (2006)
- Marvel Romance Redux: Love is a Four-Letter Word #1 (2006)
- Marvel Tales #108 (1952)
- Marvel Tales vol. 2 #81 (1977)
- Marvel Treasury Special #2 ("Captain America's Bicentennial Battles") (inker) (1976)
- Men's Adventures #22, 24, 28 (1953–1954)
- Menace #3, 6, 8, 11 (1953–1954)
- My Love #1–3, 14, 16 (1969–1972)
- My Love Story #9 (1957)
- My Own Romance #36, 40 (1954)
- Mystery Tales #7, 37, 41 (1953–1956)
- Mystic #11, 15, 23, 25 (1952–1953)
- Navy Action #5 (1955)
- Navy Combat #12 (1957)
- Our Love Story #1–2, 5 (inker) (1969–1970)
- Outlaw Kid #5 (1955)
- Questprobe #1 (inker) (1984)
- Ringo Kid #11 (1956)
- Savage Tales (Femizons) #1 (1971)
- Secret Story Romances #16, 18 (1955)
- Sergio Aragonés Massacres Marvel #1 (inker) (1996)
- Six-Gun Western #1, 4 (1957)
- Spaceman #1 (1953)
- The Spectacular Spider-Man #121, Annual #13 (1986–1993)
- The Spectacular Spider-Man magazine #1–2 (1968)
- Spellbound #13, 24, 26–28 (1953–1956)
- Spider-Man #57 (penciller) (1995)
- Spider-Man: The Mutant Agenda #0 (1994)
- Spy Cases #5 (1951)
- Stories of Romance #5, 11 (1956–1957)
- Strange Tales #4, 35 (1951–1955)
- Strange Tales of the Unusual #1 (1955)
- Suspense #20, 25 (1952)
- Tales of Suspense (Captain America) #76–77 (1966)
- Tales to Astonish #67 (Giant Man); #77 (Hulk) (inker) (1965–1966)
- The Tomb of Dracula magazine #2 (inker) (1979)
- True Secrets #4, 13, 38 (1951–1956)
- Two Gun Western #8 (inker) (1951)
- Ultimate Spider-Man Super Special #1 (2002)
- Uncanny Tales #10 (1953)
- Uncanny X-Men #177 (inker) (1984)
- Universe X: Spidey #1 (inker) (2001)
- Untold Tales of Spider-Man #-1 (1997)
- Vampire Tales #2 (1973)
- War Action #10–11 (1953)
- War Adventures #7, 9 (1952)
- War Comics #10, 16, 20, 29, 40, 42 (1952–1956)
- Web of Spider-Man #52 (inker) (1989)
- Webspinners: Tales of Spider-Man #1 (1999)
- Western Kid #1–17 (1954–1957)
- Western Outlaws #1, 7, 11, 13–14 (1954–1956)
- Western Outlaws and Sheriffs #70 (1951)
- Wild Western #24 (1952)
- World of Mystery #2 "(1956)
- World of Suspense #5 (1956)
- Young Men #24–28 (Captain America) (1953–1954)

### Marvel Comics e DC Comics
- Superman vs. the Amazing Spider-Man #1 (1976)